# Sjuhalla
Sjuhalla – miejscowość (tätort) w Szwecji, w regionie administracyjnym (län) Blekinge, w gminie Karlskrona.
Według danych Szwedzkiego Urzędu Statystycznego liczba ludności wyniosła: 221 (31 grudnia 2015), 234 (31 grudnia 2018) i 235 (31 grudnia 2019).